# Aleksandr Ablesimov

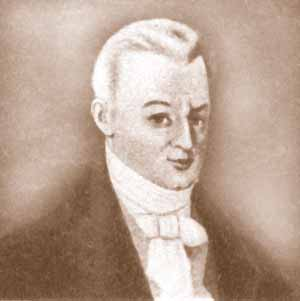
Aleksandr Ablesimov.

Aleksandr Onisimovitj Ablesimov, född den 27 augusti 1742 i Kostroma, död 1783 i Moskva, var en rysk författare. 

## Biografi
Ablesimov tjänade sig i hären upp till kapten, övergick därefter till polisen och dog i största fattigdom.
Ablesimovs plats i den ryska litteraturens historia beror på operetten (vi skulle säga vådevillen) Melnik, koldun, obmanstjik i svat (Mjölnaren som trollkarl, bedragare och böneman), uppförd 1779 i Moskva och därefter flera gånger tryckt.
Skådespelet var märkligt genom sitt ryskt nationella folkliga innehåll under en tid, som annars fullkomligt behärskades av den franska pseudoklassiciteten. Stycket följdes av en hel rad efterhärmningar (bland dem märks Knjaznins "Sbitenstjik").